# Landsteiners regel
Landsteiners regel säger att en människa har alltid antikroppar mot den blodgruppssubstans i ABO-systemet som en saknar. Detta innebär att en person som har antikroppar mot A-antigen, men inte antikroppar mot B-antigen, har B-antigen, men inte A-antigen (blodgrupp B) och vice versa. En person som saknar både A- och B-antigen (blodgrupp O) har både anti-A- och anti-B-antikroppar. Den som har blodgrupp AB, och därmed både A- och B-antigen, har varken anti-A- eller anti-B-antikroppar.
Regeln är uppkallad efter Karl Landsteiner, som upptäckte ABO-systemet.